# Cephalodasyidae
Famille
Les Cephalodasyidae sont une famille de gastrotriches de l'ordre  des Macrodasyida.

## Liste des genres
Selon World Register of Marine Species (21 juin 2025) :
- Cephalodasys Remane, 1926 - genre type
- Dolichodasys Gagne, 1977
- Mesodasys Remane, 1951
- Paradasys Remane, 1934
- Pleurodasys Remane, 1927

## Systématique
Cette famille a été décrite en 2010 par Hummon (d) & Todaro (d), avec comme genre type Cephalodasys Remane, 1926.

## Publication originale
- (en) William D. Hummon et M. Antonio Todaro, « Analytic taxonomy and notes on marine, brackish-water and estuarine Gastrotricha », Zootaxa, Auckland, vol. 2392,‎ mars 2010, p. 1-32 (ISSN 1175-5326, e-ISSN 1175-5334, DOI 10.11646/zootaxa.2392.1.1, lire en ligne, consulté le 21 juin 2025).